# 萨特鲁维尔站
萨特鲁维尔站（法語：Gare de Sartrouville）是法国的一个铁路车站，位于伊夫林省萨特鲁维尔，属于大区快铁A线A3支线和A5支线和巴黎圣拉扎尔线。属于第四收费区（法語：Zone 4）。本站每天白天10分钟一班列车，夜间15分钟一班列车，高峰期为5分钟一班列车。